# Hernán Casamiquela
Hernán Gonzalo Casamiquela (La Plata, 23 de enero de 1965-Brasilia, 16 de junio de 2023) fue un árbitro de voleibol argentino.

## Biografía
Hernán Casamiquela nació en La Plata el 23 de enero de 1965. Hijo de Rodolfo y Alicia Casamiquela, destacada jugadora y entrenadora de voleibol femenino, de larga trayectoria en el Club de Gimnasia y Esgrima La Plata. Su hermana Paula también fue entrenadora de voleibol en el club platense.
En Gimnasia y Esgrima LP fue entrenador asistente del primer equipo de voleibol entre 1997 y 2007; coordinador de las divisiones inferiores entre 1999 y 2003; entrenador del equipo Sub-21 desde 1998 hasta 2001; entrenador de los equipos Sub-14 y Sub-16 en 2009; entrenador de los equipos de las categorías Sub-16 y Sub-18 entre 2010 y 2013 y profesor de la Escuela de voleibol en el periodo 2004/2005.
Como entrenador logró coronarse campeón juvenil del Metropolitano (1998), campeón argentino de la Liga Argentina de Clubes (1999, 2000, 2003), campeón de la Liga Metropolitana (2000), subcampeón argentino de la Liga de Clubes de Voleibol (2005), subcampeón de la Liga Metropolitana (2002), y logró un tercer puesto en la Liga Argentina (1998/99) y un cuarto lugar en la Liga Sudamericana (2000).
Casamiquela se inició en el arbitraje a los 18 años. Desde 2007 se desempeñó como árbitro internacional y formó parte del Grupo 1 del nivel de arbitraje internacional. Dirigió en eventos como la Liga Mundial de Voleibol (años 2013, 2014, 2015, 2016 y 2017), el Grand Prix de Voleibol (años 2015, 2016 y 2017), los Campeonatos Mundiales Sub-23 y Sub-21 y Campeonatos Sudamericanos y Panamericanos, entre otros.
Participó de los Juegos Olímpicos de Río de Janeiro de 2016, y más tarde fue designado, junto a Osvaldo Sumavil, para los Juegos Olímpicos de Tokio 2020, llevados a cabo en 2021.

## Muerte
El 16 de junio de 2023, Casamiquela sufrió una infección intestinal que le produjo un choque séptico que derivó en su muerte. Se encontraba en la ciudad de Brasilia desempeñando sus funciones como árbitro en la Liga de Naciones de Voleibol. Tenía 58 años.